# Tempio dei giochi Isolimpici
Il Tempio dei giochi Isolimpici è un antico edificio religioso edificato a Napoli nel 2 d.C. per volontà dell'imperatore romano Augusto. Tale edificio era dedicato al culto dei giochi suddetti, i quali si svolsero a Napoli, considerata al tempo "la città più greca d'Occidente". I resti del tempio, dispersi per secoli, sono stati ritrovati durante i lavori di scavo della Stazione Duomo della linea 1 della Metropolitana di Napoli, appartenente al complesso delle Stazioni dell'arte.

## Storia
I giochi Isolimpici, o Italikà Romaia Sebastà Isolympia, furono istituiti a Napoli presumibilmente nel 2 d.C in onore dell'imperatore Augusto, come ringraziamento per essere accorso in aiuto della città dopo un terremoto. Lo stesso imperatore vi assistette nel 14 d.C., poco prima di morire. La denominazione di Isolimpici deriva dal fatto che essi fossero equiparati a quelli che si svolgevano a Olimpia, sia per la tipologia delle gare, che per la periodicità. Come quelli greci, infatti, essi si svolgevano con cadenza quadriennale e duravano cinque giorni, e comprendevano sia specialità atletiche, che ippiche. Secondo le iscrizioni ritrovata a Napoli nell'area di via Duomo, le specialità atletiche comprendevano lo stadio (200 m), il diaulo (400 m), il dolico (da 1,5 a 5 chilometri), l'oplitodromia o corsa armata, l'apobates, il pentathlon (corsa, salto in lungo, giavellotto, disco, lotta), la lotta, il pugilato e il pancrazio. Si svolgevano anche alcune gare ginniche speciali, come lo stadio riservato alle figlie dei buleuti; e diaulo e tagmaesso per i fanciulli. Le gare a cavallo comprendevano le corse con puledro o cavallo da sella, e quelle con carro a due o quattro puledri o cavalli. La particolarità dei giochi napoletani rispetto a quelli di Olimpia era quella di prevedere, oltre alle gare atletiche ed equestri, anche gare di recitazione e di canto.
Come detto, il tempio dei giochi Isolimpici fu costruito per celebrare il culto imperiale dei giochi, ed in ringraziamento all'imperatore Augusto. Esso si trovava in prossimità dell'antica linea di costa della Napoli greca, e nel pieno centro del versante sud-occidentale della città. Il complesso monumentale cui esso apparteneva, e che comprendeva anche un gymnasium di epoca più antica, fu abbandonato a partire dal III secolo, come testimonia il rinvenimento in loco di evidenze strutturali e manufatti riconducibili a botteghe per la produzione di oggetti di ceramica. Definitivamente interrato e quindi ricoperto dalle strutture urbanistiche dei secoli successivi, fino alla costruzione dell'attuale piazza Nicola Amore, esso è stato riscoperto nel corso degli scavi per la realizzazione della stazione Duomo della metropolitana di Napoli. Gli scavi hanno evidenziato la presenza di un basamento a scalini, a sua volta costruito intorno al basamento di un tempio più antico, e la presenza in loco di elementi crollati di colonnato e trabeazione. Di particolare importanza per l'identificazione della natura del tempio è stato il ritrovamento di alcune lapidi, la cui ricomposizione ed interpretazione ha permesso di identificare gli elenchi dei vincitori dei giochi Isolimpici.
A partire dall'anno del ritrovamento, e stante l'impossibilità di procedere diversamente, archeologi e tecnici hanno deciso di smontare e sollevare il basamento del tempio, in modo da consentire la costruzione dell'impiantito della stazione e contemporaneamente preservare la struttura, integrandola nella nuova costruzione.
Il progetto della stazione, affidato all'architetto Massimiliano Fuksas, è stato inoltre variato per consentire l'esposizione di numerosi reperti ritrovati in loco, seguendo il principio già adottato per altre stazioni sorelle di integrare la moderna struttura logistica con le evidenze archeologiche. L'aspetto primitivo del tempio verrà reso attraverso l'apposizione di colonne e di elementi crollati. L'assetto definitivo della stazione, tuttora in fase di ultimazione, prevede la costruzione di una cupola trasparente in vetro e acciaio sul piano stradale e direttamente sopra al tempio, in modo da consentirne la vista anche dall'esterno.